# Recoletas Salud
Recoletas Salud es el nombre comercial de Red Hospitalaria Recoletas, S.L.,), es una empresa española de asistencia sanitaria privada.

## Historia
Fue fundada por Amando Rodríguez en 1989 como empresa familiar, y posteriormente pasa a ser dirigida por su hijo, Ricardo Rodríguez Iglesias, contando actualmente con 8 hospitales, 17 centros médicos, 11 centros de diagnóstico y 8 institutos especializados en oftalmología, oncología, otorrinolaringología, urología, cardiovascular, traumatología, cirugía robótica y neuro vertebral.